# ساعت آونگ پیچشی

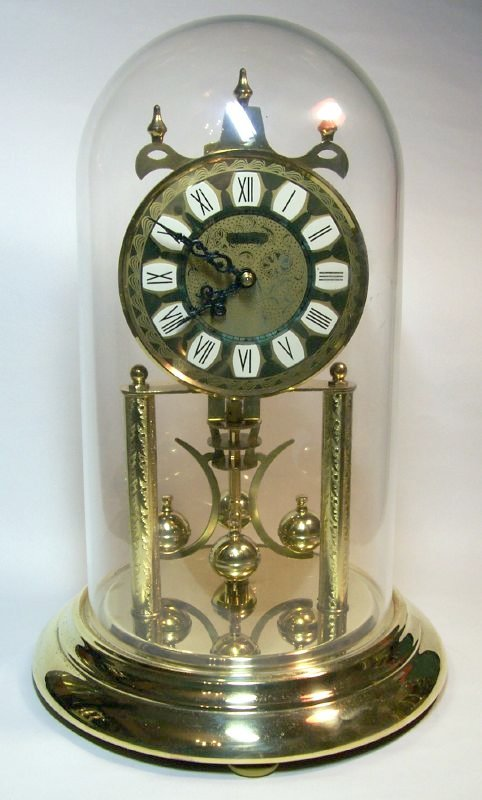
ساعت سالگرد تولید شده توسط شرکت اس. هالر و پسران.

ساعت آونگ پیچشی (انگلیسی: Torsion pendulum clock) که بیشتر به عنوان ساعت سالگرد یا ساعت ۴۰۰ روزه شناخته می‌شود، یک ساعت مکانیکی است که زمان را با سازوکاری به نام آونگ پیچشی حفظ می‌کند. این آونگ شامل یک دیسک یا چرخ سنگین است که اغلب یک چرخ تزئینی با سه یا چهار گوی کروم روی پره‌های زینتی است و توسط یک سیم یا روبان نازک به نام فنر پیچشی (همچنین به عنوان «فنر آویز» شناخته می‌شود) معلق است. آونگ پیچشی به جای اینکه مانند یک آونگ معمولی نوسان کند، حول محور عمودی سیم می‌چرخد و آن را می‌پیچاند. نیروی فنر پیچشی در حال چرخش، جهت چرخش را معکوس می‌کند، بنابراین آونگ پیچشی به آرامی در جهت عقربه‌های ساعت و خلاف جهت عقربه‌های ساعت نوسان می‌کند. چرخ‌دنده‌های ساعت با هر چرخش، یک تکانهٔ گشتاور به بالای فنر پیچشی اعمال می‌کنند تا چرخ را به حرکت درآورند. ساعت آتموس (Atmos) ساخته شده توسط شرکت سوئیسی یگر-لوکولتر سبک دیگری از این ساعت است. چرخ و فنر پیچشی عملکردی مشابه رقاصک و فنر مویی ساعت مچی دارند و به عنوان یک نوسانگر هماهنگ برای کنترل سرعت عقربه‌های ساعت عمل می‌کنند.